# محاصره ماتسوئو
محاصره ماتسوئو (انگلیسی: Siege of Matsuo) در سال ۱۵۵۴، یکی از نبردهای متعددی بود که در لشکرکشی تاکدا شینگن برای به دست گرفتن کنترل ولایت شینانو انجام شد.